# Zimógeno

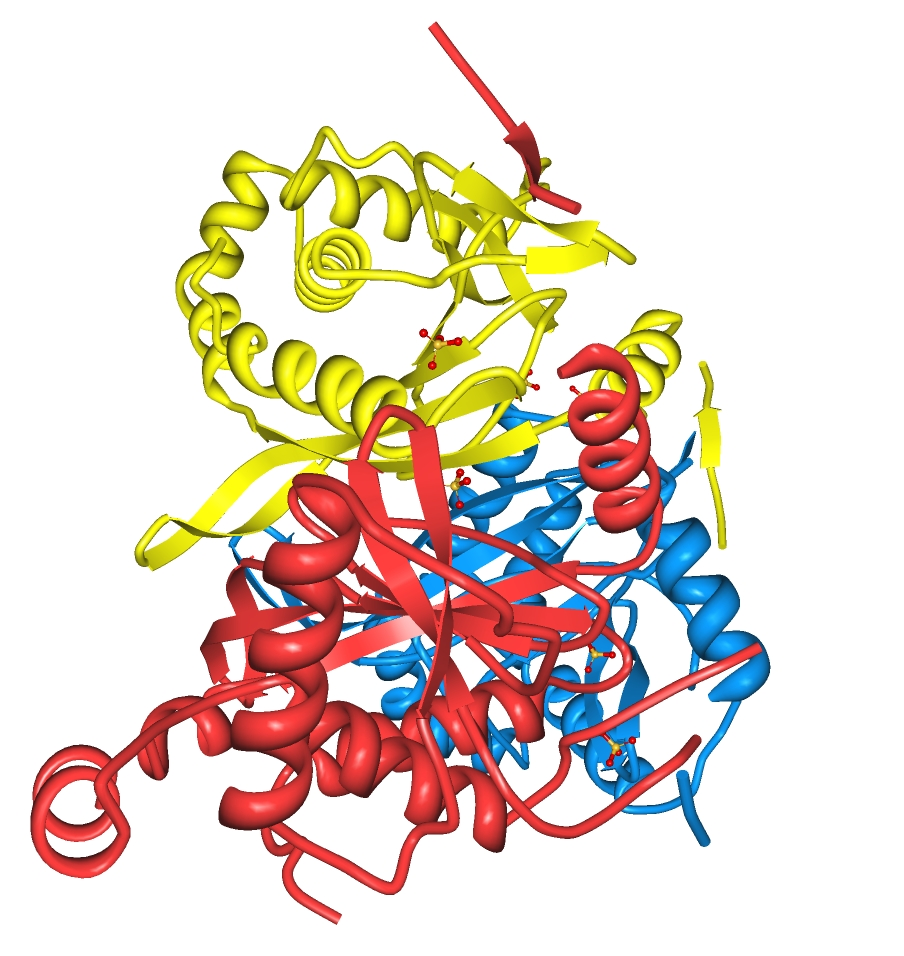
Estructura tridimensional de una enzima.

Un zimógeno o proenzima es un precursor enzimático inactivo, es decir, no cataliza ninguna reacción como hacen las enzimas. Para activarse, necesita de un cambio bioquímico en su estructura que le lleve a conformar un centro activo donde pueda realizar la catálisis. En ese momento, el zimógeno pasa a ser una enzima activa. El cambio bioquímico suele ocurrir en un lisosoma, donde una parte específica de la enzima precursora se esconde del resto para activarla. La cadena de aminoácidos que se libera por la activación se llama péptido de activación.

## Función
Los zimógenos son utilizados en muchas reacciones biológicas, como en la digestión o en la coagulación sanguínea. Son un brillante ejemplo de regulación endógena de las enzimas, de cómo controlar su función. Las modificaciones que sufren los zimógenos son irreversibles, por lo que para poder detener las reacciones que llevan a cabo es necesario un inhibidor de la enzima a la que dan lugar. Cabe destacar el ejemplo del tripsinógeno (zimógeno), que da lugar a la tripsina (enzima), que a su vez activa otros zimógenos. Para poder detener la activación de los zimógenos, la tripsina no se puede volver a convertir en tripsinógeno, sino que debe secretarse un inhibidor de la tripsina para detener su acción.

## Ejemplos
A continuación se indican algunos de los zimógenos más conocidos:
- Angiotensinógeno.
- Tripsinógeno.
- Quimotripsinógeno.
- Pepsinógeno.
- La mayor parte de las proteínas del sistema de coagulación.
- Algunas de las proteínas del sistema del complemento.
- Procaspasas.
- Proelastasa.
- Prolipasa.
- Procarboxipolipeptidasas.